# そんな食べ方あったのか!
『そんな食べ方あったのか!』（そんなたべかたあったのか!）は2021年4月2日から10月1日までテレビ朝日の『バラバラ大作戦』（木曜第2部）内で放送されていたバラエティ番組。

## 概要
思わず「そんな食べ方あったのか！」と言ってしまうような絶品レシピを全国から発掘していくグルメバラエティ番組。

## 出演者
- 亜生（ミキ）
- フワちゃん

## ネット局と放送時間
| 放送対象地域 | 放送局       | 系列           | 放送日時                     | 放送開始                | 備考   |
| ------------ | ------------ | -------------- | ---------------------------- | ----------------------- | ------ |
| 関東広域圏   | テレビ朝日   | テレビ朝日系列 | 金曜 2:16 - 2:36（木曜深夜） | 2021年4月2日（1日深夜） | 制作局 |
| 新潟県       | 新潟テレビ21 | テレビ朝日系列 | 金曜 0:45 - 1:10（木曜深夜） | 2021年4月9日（8日深夜） |        |

## スタッフ
- 構成：福原フトシ、清水綾一
- 美術進行：三木晴加
- 美術/デザイン：竹山陽茉
- ビジュアルデザイン：中村哲夫
- MA：鳥羽隼輔
- 編集協力：東京オフラインセンター
- 音効：上島光央
- TK：中里優子
- フードコーディネーター：木田マリ
- 編成：岡村地郎
- 宣伝：岸田慎介
- 制作協力：テレビ朝日映像
- アシスタントプロデューサー：中尾まなみ
- ディレクター：鈴木龍太郎、従二皇人／宮澤拓郎
- 演出：唐渡悠土
- 演出監修：渡辺達也
- プロデューサー：山本文隆、村松秀昭
- ゼネラルプロデューサー：本部純
- 制作：テレビ朝日ソリューション本部コンテンツ編成局第2制作部
- 制作著作：テレビ朝日

## エンディングテーマ
- 5月度：「BABYBABY」TOYBOX
- 6月度：「夢を超えて」Stefa
- 7月度：「体温」Symdolick